# 1450년

## 연호
- 명(明) 경태(景泰) 원년
- 일본(日本) 호토쿠(宝徳) 2년
- 후 레 왕조(後黎朝) 다이호아(大和) 8년

## 기년
- 명(明) 대종 경태제(代宗 景泰帝) 원년
- 조선(朝鮮) 세종(世宗) 32년
- 후 레 왕조(後黎朝) 인종(仁宗) 8년

## 사건
- 조선 5대 국왕 문종이 즉위함.

## 탄생
- 1월 23일 - 조선의 제8대 국왕 예종. (~1469년)

### 미상
- 조선 전기의 문신, 외척 신수근. (~1506년)
- 잉글랜드의 향해가, 탐험가 존 캐벗. (~1499년)

## 사망
- 3월 30일 - 조선의 제4대 국왕 세종. (1397년~)